# Samuel Przypkowski
Samuel Przypkowski (1592 – Königsberg, 19 aprile 1670) è stato un teologo polacco.

## Biografia
Nacque intorno al 1592 da una famiglia appartenente alla Chiesa dei Fratelli polacchi, il movimento antitrinitario unitariano profondamente influenzato da Fausto Sozzini. Suo padre potrebbe essere stato Mikołaj Przypkowski, l'anziano della chiesa di Luslawice citato nel Diario di Valentin Schmalz, il quale morì il 1º settembre 1612. Dopo aver ricevuto una prima istruzione dalla sua stessa famiglia, il 22 marzo 1614 si trasferì in Germania per studiare nell'Accademia di Altdorf, un centro di cultura protestante nel quale erano presenti anche gruppi sociniani. Fino al 1612 vi aveva infatti insegnato filosofia naturale Ernst Soner, e poi Johannes Crell e Martin Ruar.
Nel 1616 Przypkowski si stabilì a Leida per studiare teologia nella locale Università: qui erano vivaci le discussioni intorno alla dottrina della predestinazione, che opponevano i teologi Jacob Arminio e Francesco Gomaro, quest'ultimo sostenitore dell'ortodossia calvinista. Il Sinodo della Chiesa riformata, riunito a Dordrecht, condannò nel 1619 le tesi di Arminio, sostenute anche da Simon Episcopius, insegnante a Leida, e costrinse gli arminiani a un esilio che sarà revocato nel 1628.

### La «Dissertatio de pace et concordia Ecclesiae»
A Leida Przypkowski avrebbe iniziato a scrivere la Dissertatio de pace et concordia Ecclesiae, che verrà pubblicato nel 1628 sotto lo pseudonimo di Irenaeus Philalethes, un nome che indica chiaramente l'obiettivo di concordia proposta da Przypkowski, così come l'indicazione del luogo della stampa dell'opera, Eleutheropoli (Città della libertà), è un nome di fantasia che corrisponde in realtà ad Amsterdam e che richiama l'idea della tolleranza.
Premettendo che il suo scritto non intende essere « eretico », bensì « irenico », ossia intenzionato a comporre o almeno chiarire le divergenze dottrinali in un clima di serena discussione, Przypkowski rileva come la maggior nemica della verità nelle « cose divine » sia costituita dall'« arbitrio di decidere, così da escludere anche la più piccola libertà di dissenso ». All'origine di tante « tempeste di conflitti » che da un secolo scuotono i cristiani, è la presunzione dell'infallibilità delle proprie opinioni che conduce a ritenere che la confessione della propria fede valga più della santità della vita, senza contare che spesso si giudica l'errore altrui un indizio di mancanza di onestà, così che « la riprovazione delle opinioni degenera nella diffamazione dei costumi ».
Un concetto, questo, che derivava tanto dall'esortazione erasmiana allo studio della filosofia cristiana concepito come espansione di sentimento e non esibizione erudita o peggio pretesto di disputa, quanto dall'invito dell'Episcopius a comprendere la verità teologica astenendosi « da tutte le speculazioni che non avessero nulla in comune o che poco o nulla riconducessero » a una pratica di vita ispirata alla santità.
Przypkowski dichiara di voler limitare la sua analisi alla «cognizione di quella che chiamano l'essenza di Dio e della precisa accezione della sacrosanta Trinità», un problema centrale della riflessione del Sozzini che a lui, ai suoi seguaci e agli anticipatori come Michele Serveto era costata un'accusa di eresia da parte delle confessioni cattoliche e riformate.
Ora, secondo Przypkowski, essendo evidente che «nessuno può comprendere con certezza la natura di Dio», tanto l'errore che l'ignoranza a questo proposito non possono compromettere la salvezza, che può essere garantita solo dalla fede: «Se uno può avere la fede, per quanto abbia male inteso il mistero della sacrosanta Trinità, non c'è difficoltà che, pur con questo suo errore, venga accolto in cielo e anche nella Chiesa». I cristiani, infatti, «non possono dubitare neanche un poco della potenza o della volontà di Dio, ma possono cadere in errore nella conoscenza della sua essenza », dal momento che Dio, con i suoi precetti, non ha certo « voluto mettere alla prova l'acutezza del nostro ingegno, quanto piuttosto la probità della nostra volontà». Poiché si ama con il cuore e non con l'intelletto, la certezza della salvezza non è data al cristiano dalla conoscenza della natura della divinità, ma dall'amore portato a Dio e a Cristo: «In ciò consiste l'essenziale della nostra obbedienza, che pur non essendo causa della nostra salvezza, ne è almeno la strada, nonché prova evidente e segno certissimo».
L'annuncio evangelico della salvezza è stato rivolto a tutti gli uomini, senza distinzione e alla sola condizione che essi abbiano fede e obbediscano ai suoi precetti. Pertanto i sostenitori della predestinazione dovrebbero ammettere che «a certi uomini Dio ha offerto a parole e con la bocca quello che in realtà e di fatto aveva deciso di non concedere», si sia cioè comportato, annunciando il vangelo, ipocritamente, con «una simulazione dolosa e un inganno». Stante l'evidente assurdità di questa conseguenza, non resta che concludere che solo l'incredulità e la disobbedienza escludono l'uomo dalla salvezza, per conseguire la quale basta invece la «viva fede» che consiste nell'«obbedire a Dio nella sicura speranza e nella fiducia delle sue promesse».
A questo punto si può rispondere alla questione iniziale. Gli eventuali errori della mente, come non sono una rinuncia alla fede, non sono nemmeno una disobbedienza, perché questa è una «depravazione della volontà», mentre quegli errori sono «un abbaglio dell'intelletto», e «Dio non bada alle azioni in sé, ma alle intenzioni di chi le compie». Quanto al dogma trinitario, esso «è talmente complicato e difficile, e sopravanza di tanto la comprensione di tutte le persone semplici che pochissime di loro possono sentirsi garantita la salvezza, se fosse peccato aver capito male queste cose», e del resto nessuna mente umana lo ha mai capito né mai lo capirà. Ritenere che osservare le presunte, corrette interpretazioni teologiche garantisca la salvezza, equivarrebbe a pensare che il messaggio evangelico sia riservato ai dotti, mentre Dio «è solito rivelare i suoi misteri ai semplici e ai rozzi, non ai sapienti di questo mondo».
Przypkowski affronta poi il problema della persecuzione cui sono soggetti quei cristiani - i Sociniani, in particolare - colpevoli soltanto di non accettare la dogmatica delle Chiese cattoliche e protestanti: «Nessuna onestà, che sia colpevole della benché minima eresia, è al sicuro nella Chiesa di Roma; è l'onestà di un uomo cattolico non è meno nei guai presso i protestanti i quali, divisi anch'essi in moltissime fazioni, si decretano reciprocamente con superbe denunce il cielo o l'inferno [...] Ma verso nessun uomo si è più facilmente concentrato l'odio pubblico del mondo quanto nei confronti di coloro che si è voluto designare col nome di Sociniani o Fotiniani: un'infelice stirpe di uomini, eppure onesta tra tante ingiurie e contumelie gratuite».
L'odio contro i Sociniani è provocato dal loro rifiuto del dogma trinitario, questo «mistero venerando per la sua stessa vecchiezza e munito dell'autorità di tanti santi padri e Concili», introdotto nel Concilio di Nicea dopo discussioni infinite e contrasti di fazioni, nel quale dei filosofi, più che dei cristiani, distorsero parole semplici «in significati estranei e filosofici, cucendo con commenti ingegnosi i misteri della loro filosofia con la parola divina, affinché i loro studi non sembrassero vani». Pertanto, i Sociniani non si oppongono alle Scritture, bensì a certe loro interpretazioni umane sorte nel tempo, seguendo la parola di Paolo, che esorta a permanere nella semplicità della conoscenza, «invece di elevarsi con Ario ai non enti o con Atanasio all'homouseon».
Gli ultimi capitoli della dissertazione sono un invito alla tolleranza nei confronti degli eretici: «non c'è ragione di ritenere che non debbano essere tollerati nella Chiesa coloro le cui dottrine paiono poco accettabili per se stesse o per le conseguenze assurde che comporterebbero, purché esse non attribuiscano volutamente nulla di empio a Dio e attestino l'amore per il Signor Gesù attraverso l'obbedienza ai suoi precetti». Se poi si tiene conto della enorme quantità di teorie che sono state elaborate e di sette che sono sorte, non ci si può sorprendere della difficoltà di discernimento della verità dall'errore: «Provi qualcuno a elencarmi tutte le sette che si denominano cristiane e io lo considererò un grand'uomo se non ne tralascerà nessuna: con tante opinioni diverse in concorrenza, se non hanno scelto quella più vera, chi mai potrà dire che l'hanno fatto per malvagità piuttosto che per ignoranza?».
Przypkowski conclude il suo scritto con un ultimo appello alla tolleranza: i cristiani «devono stare bene attenti a non conferire alla propria interpretazione della Scrittura un valore assoluto di verità [...] al centro della Sacra Scrittura è il precetto dell'amore verso Dio e verso il prossimo; da questo centro si irraggia una concezione plurale della verità, che trova appunto nella tolleranza il suo completamento essenziale e la sua insegna nel detto di Cristo: Non giudicate affinché non siate giudicati».

## Opere
- Cogitationes sacrae ad initium Matthaei & epistolas apostolicas
- Dissertatio de pace et concordia ecclesiae, 1628
- Apologeticon adversus Satyram viri clarissimi Danieli Heinsii, cuis titulus Cras credo, hodie Nihil, 1664
- Panegyricus serenissimo & potentissimo principe ac domino Vladislao Sigismundo regi Poloniae & Sueciae ducatus, 1633
- Vita Fausti Socini Senensis, 1636
- Dissertatio operibus Fausti Socini praemittenda, 1636
- Judicium de libello ordinibus regni Polonia a patre Nicolao Ciconio soc. Jesu oblato
- Apologia afflictae innocentiae ad ser. Electorem Brandeburgicum, 1666
- Hyperaspistes seu defensio Apologiae, ab afflictis nuper in Polonia & exorribus Ecclesiae in Prussia periclitantibus serenissimo ac potentissimo principe ac domino D. Frederico Wilhelmo lectori Brandenburgico oblatae & illustrissimis ducatus Prussiae ordinibus traditae anno domini, 1666
- Animadversiones apologeticae in aculeatum Joannis Amosi Comenii adversus ecclesias Christi recens in Polonia afflictas libellum, occasione Irenici irenicorum ab anonymo propositi refellendi in lucem emissum
- Responsio ad sciptum illustris ac magnifici domini Georgii Nemirici Subcamerarii Kioviensis quo, cum ipse ad sacra Graecanicae ecclesiae transiisset, cunctos in regno Poloniae et magno ducato Lithuaniae a Religione romana dissidentibus hortatur ut se in gremium ecclesiae orientalis recipiant
- Demonstratio quod neque Pater domini nostri Jesu Christi per metaphoram filius dici queat aut debea, 1664
- Religio vindicata a calumniis atheismi, contra epistolam F. M., 1672
- Animadversiones in libellum cui titulus, De qualitate regni domini nostri Jesu Christi, ubi inquiritur, an christiano, sive regni ejus subdito, terrenae dominationes conveniant
- De jure christiani magistratus & privatorum in belli pacisque negotiis
- Apologia prolixior tractatus De jure christiani magistratus
- Vindiciae tractatus De magistratu contra objectiones Danieli Zwickeri